# Glypta mckinleyi
Glypta mckinleyi är en stekelart som beskrevs av Dasch 1988. Glypta mckinleyi ingår i släktet Glypta och familjen brokparasitsteklar. Inga underarter finns listade i Catalogue of Life.